# Sharmeen Obaid-Chinoy
Sharmeen Obaid-Chinoy (em urdu:  شرمین عبید چنائے‎; nascida em 12 de Novembro de 1978) é uma jornalista, ativista e cineasta paquistanesa. Ela é a primeira mulher do Paquistão a receber um Oscar e a primeira mulher a ganhar duas vezes. Ela recebeu o prêmio pelos seus documentários Saving Face (2012) e A Girl in the River: The Price of Forgiveness (2015).
Após se graduar na Smith College em 2002, ela lançou a sua carreira como cineasta com o seu primeiro filme: Terror's Children para o The New York Times. Em 2003 e 2004 ela fez dois filmes premiados enquanto se graduava na Stanford University. Seus filmes incluem Children of the Taliban, The Lost Generation (sobre exilados iraquianos), Afghanistan Unveiled e o ganhador do Oscar Saving Face. Suas contribuições visuais lhe renderam diversos prêmios, incluindo o Oscar de melhor documentário de curta metragem (2012 e 2016), o Emmy Award (2010 e 2011) e o One World Media Award for Broadcast Journalist of the Year (2007). Seus filmes foram exibidos na PBS, CNN, Discovery Channel, Al Jazeera English e Channel 4.
Ela também ganhou dois Emmy Awards, um International Emmy Award pelos documentários Pakistan's Taliban Generation e Saving Face. Seu Oscar de melhor documentário por Saving Face a fez a primeira paquistanesa a ganhar um Oscar, e ela é uma das únicas onze diretoras que ganharam um Oscar por um filme não-ficcional. Ela é também a primeira não-estadunidense a ganhar o  Livingston Award for Young Journalists.
Em 2007 ela ajudou a fundar o Citizens Archive of Pakistan, cujos projetos visam a preservação do patrimônio cultural e social do Paquistão. Sharmeen já palestrou no TED e recebu o Hilal-e-Imtiaz, o segundo maior prêmio concedido a um civil no Paquistão. Ela também é embaixadora pela doação de sangue no Banco de Sangue do Paquistão. Time magazine nomeou Sharmeen na sua lista anual das 100 pessoas mais influentes no mundo em 2012.

## Filmografia
| 2002 | Terror's Children                             | Repórter                                         | |
| 2003 | Reinventing the Taliban?                      | Repórter                                         | |
| 2004 | On a Razor's Edge                             | Repórter                                         | |
| 2005 | Women of the Holy Kingdom                     | Repórter                                         | |
| 2005 | Pakistan's Double Game                        | Repórter                                         | |
| 2006 | Highway of Tears                              | Repórter                                         | |
| 2006 | City of Guilt                                 | Repórter                                         | |
| 2006 | Cold Comfort                                  | Repórter                                         | |
| 2006 | The New Apartheid                             | Repórter                                         | |
| 2006 | Assimilation No, Integration Yes              | Repórter                                         | |
| 2007 | Afghanistan Unveiled                          | Repórter                                         | |
| 2007 | Birth of a Nation                             | Repórter                                         | |
| 2008 | Iraq: The Lost Generation                     | Repórter                                         | |
| 2009 | Pakistan's Taliban Generation                 | Repórter                                         | Emmy Award for Best Documentary |
| 2010 | Transgender: Pakistan's Open Secret           | Repórter                                         | |
| 2012 | Saving Face                                   | Repórter                                         | Academy Award for Best Short Subject Documentary Emmy Award for Best Documentary Emmy Award for Outstanding Editing: Documentary and Long Form |
| 2013 | Humaira: The Dream Catcher                    | Repórter                                         | |
| 2015 | 3 Bahadur                                     |                                                  | |
| 2015 | A Girl in the River: The Price of Forgiveness | Academy Award for Best Short Subject Documentary | |
| 2015 | Song of Lahore                                |                                                  | |

## Prêmios e indicações
| Ano  | Prêmio                        | Categoria                                                                     | Trabalho                                                    | Resultado |
| ---- | ----------------------------- | ----------------------------------------------------------------------------- | ----------------------------------------------------------- | --------- |
| 2007 | One World Media               | Broadcast Journalist of the Year Award                                        |                                                             |           |
| 2010 | International Emmy Award      | Best Current Affairs                                                          | Pakistan's Taliban Generation                               |           |
| 2010 | Livingston Award              | Young Journalists - Best International Reporting                              |                                                             |           |
| 2012 | Academy Award                 | Academy Award for Best Documentary (Short Subject)                            | Saving Face                                                 |           |
| 2012 | New York Indian Film Festival | Best Documentary                                                              | Saving Face                                                 |           |
| 2012 | SAARC Film Awards             | Best Documentary Prize                                                        | Saving Face                                                 |           |
| 2012 | Government of Pakistan        | Contribution to arts Tamgha-e-Imtiaz (Medal of Distinction)                   | Contribution to arts Tamgha-e-Imtiaz (Medal of Distinction) |           |
| 2012 | Lux Style Awards              | Lux Style Achievement Award                                                   |                                                             |           |
| 2013 | Crystal Award                 | Outstanding efforts in Promoting Human Rights and Women’s Issues through Film |                                                             |           |
| 2013 | Emmy Award                    | Best Documentary                                                              | Saving Face                                                 |           |
| 2013 | Emmy Award                    | Outstanding Editing: Documentary and Long Form                                | Saving Face                                                 |           |
| 2013 | Emmy Award                    | Outstanding Science and Technology Programming                                | Saving Face                                                 |           |
| 2013 | Emmy Award                    | Outstanding Cinematography Documentary and Long Form                          | Saving Face                                                 |           |
| 2013 | Emmy Award                    | Outstanding Research                                                          | Saving Face                                                 |           |
| 2014 | BBC's 100 women               | [ 21 ]                                                                        |                                                             |           |
| 2016 | Academy Award                 | Academy Award for Best Documentary (Short Subject)                            | A Girl in the River: The Price of Forgiveness               |           |